# Sauerland/Paderborn-Gesetz
Das Gesetz zur Neugliederung der Gemeinden und Kreise des Neugliederungsraumes Sauerland/Paderborn (Sauerland/Paderborn-Gesetz) vom 5. November 1974 war das neunte und letzte Gesetz des Zweiten Neugliederungsprogramms der Gebietsreform in Nordrhein-Westfalen. Es regelte die kommunale Neugliederung des Gebietes der Stadt Hagen und der heutigen Kreise Ennepe-Ruhr-Kreis, Hochsauerlandkreis, Höxter, Märkischer Kreis, Olpe, Paderborn und Siegen-Wittgenstein. Jedoch wurden die bereits 1969 mit dem Ersten Neugliederungsprogramm neu geordneten Kreise Ennepe-Ruhr und Olpe kaum berührt. Das Gesetz trat am 1. Januar 1975 in Kraft.

## Kurzbeschreibung

### I.Abschnitt. Gebietsänderungen im Bereich der Gemeinden
§ 1 Stadt Hagen
Die amtsfreie Stadt Hohenlimburg sowie die Gemeinden Berchum (Amt Ergste) und Garenfeld (Amt Westhofen), allesamt aus dem Kreis Iserlohn, wurden in die kreisfreie Stadt Hagen eingegliedert. Diese wurde um Teile der Gemeinde Waldbauer, des Ortsteils Dahl der Stadt Breckerfeld und die zur Stadt Ennepetal gehörenden Teile der Haspertalsperre sowie kleinere Gebiete von Dortmund (Syburg) bzw. Nachrodt-Wiblingwerde (Lahmer Hase) erweitert.
Der Rest der Gemeinde Waldbauer wurde in die Stadt Breckerfeld eingegliedert.
Die Stadt Dortmund erhielt einige Grundstücke der Gemeinde Garenfeld und der Stadt Westhofen und gab dafür ihrerseits ein kleineres unbewohntes Gebiet an die neue Stadt Schwerte ab.
§ 2 Stadt Iserlohn
Die bisher kreisfreie Stadt Iserlohn sowie aus dem Kreis Iserlohn die amtsfreie Stadt Letmathe und die Gemeinden Hennen (Amt Ergste), Kesbern (Amt Hemer) und Sümmern (Amt Menden) wurden zur neuen Stadt Iserlohn zusammengeschlossen. Diese wurde um Teile der Stadt Hemer (Bilveringsen, Griesenbrauck und Westig) sowie einige Grundstücke der Gemeinde Ihmert ergänzt.
§ 3 Stadt Hemer
Fünf Gemeinden des Amtes Hemer, nämlich die Stadt Hemer und die Gemeinden Becke, Deilinghofen, Frönsberg und Ihmert, wurden zur neuen Stadt Hemer zusammengeschlossen. Diese wurde um Teile der Gemeinde Garbeck und einige Grundstücke der Gemeinde Kesbern ergänzt. Das Amt Hemer wurde aufgelöst; seine Rechtsnachfolgerin ist die neue Stadt Hemer.
§ 4 Stadt Menden (Sauerland)
Die amtsfreie Stadt Menden (Sauerland), die zum Amt Menden (Sauerland) gehörenden Gemeinden Bösperde, Halingen, Lendringsen, Oesbern und Schwitten sowie Asbeck (Amt Balve, Kreis Arnsberg) wurden zu einer neuen Stadt Menden (Sauerland) zusammengeschlossen, in die der Ortsteil Ostsümmern der Gemeinde Sümmern und zwei Grundstücke der Gemeinde Holzen (Amt Hüsten, Kreis Arnsberg) eingegliedert wurden.
Die im Gesetzentwurf noch vorgesehene Auflösung des Amtes Menden und Anordnung der Rechtsnachfolge durch die Stadt Menden (Sauerland) ist – offenbar versehentlich – zur zweiten Lesung des Gesetzentwurfes aus der Beschlussempfehlung des Landtagsausschusses gestrichen worden.
§ 5 Stadt Arnsberg
Die amtsfreien Städte Arnsberg und Neheim-Hüsten, vier Gemeinden des Amtes Freienohl – Breitenbruch, Oeventrop (Sauerland), Rumbeck und Uentrop – sowie acht Gemeinden des Amtes Hüsten – Bachum, Bruchhausen (Ruhr), Herdringen, Holzen, Müschede, Niedereimer, Voßwinkel und Wennigloh – wurden zur neuen Stadt Arnsberg zusammengeschlossen. Zur Grenzabrundung wurden in diese noch Teile der Gemeinde Wickede (Ruhr) und der Gemeinde Freienohl (Sauerland) eingegliedert. Das Amt Hüsten wurde aufgelöst; seine Rechtsnachfolgerin ist die neue Stadt Arnsberg.
§ 6 Stadt Sundern (Sauerland)
Die Gemeinden des Amtes Sundern (Sauerland) – Allendorf (Sauerland), Amecke (Sorpesee), Endorf, Hagen (Amt Sundern), Stockum, Sundern (Sauerland), Westenfeld und Wildewiese – fünf Gemeinden des Amtes Freienohl – Altenhellefeld, Hellefeld, Herblinghausen, Linnepe und Meinkenbracht – und die sechs südlichen Gemeinden des Amtes Hüsten – Enkhausen, Estinghausen, Hachen, Hövel, Langscheid (Sorpesee) und Stemel – wurden zu einer neuen Stadt Sundern (Sauerland) zusammengeschlossen. In diese wurden je eine Flur der Gemeinden Wennigloh und Mellen sowie Grundstücke der Gemeinden Langenholthausen und Finnentrop eingegliedert. Das Amt Sundern (Sauerland) wurde aufgelöst; seine Rechtsnachfolgerin ist die neue Stadt Sundern (Sauerland).
Die Gemeinde Finnentrop erhielt im Austausch zwei Grundstücke aus der Gemeinde Endorf.
§ 7 Städte Balve und Neuenrade
Der Norden des Amtes Balve, nämlich die Stadt Balve sowie die Gemeinden Beckum, Eisborn, Garbeck, Langenholthausen, Mellen und Volkringhausen wurden zu einer neuen Stadt Balve zusammengeschlossen. In diese wurden die Ortsteile Benkamp und Kesberg der Gemeinde Blintrop sowie einzelne Grundstücke der Gemeinden Asbeck, Holzen und Hövel eingegliedert. Das Amt Balve wurde aufgelöst; seine Rechtsnachfolgerin ist die neue Stadt Balve.
Die Gemeinden Freiheit Affeln, Altenaffeln und Blintrop wurden in die Stadt Neuenrade eingegliedert.
§ 8 Stadt Meschede
Die Gemeinden des Amtes Meschede, nämlich die Stadt Meschede und die Gemeinden Calle, Meschede-Land und Remblinghausen, die Stadt Eversberg (Amt Bestwig) und drei Gemeinden des Amtes Freienohl, nämlich Freienohl (Sauerland), Grevenstein und Visbeck, wurden zu einer neuen Stadt Meschede zusammengeschlossen. In diese wurden Teilgebiete der Gemeinden Altenhellefeld, Herblinghausen (Ortsteil Frenkhausen), Oeventrop (Sauerland), Reiste (Sauerland) (Ortsteil Erflinghausen), Rumbeck und Velmede eingegliedert. Die Ämter Freienohl und Meschede wurden aufgelöst; ihre Rechtsnachfolgerin ist die neue Stadt Meschede.
§ 9 Stadt Schmallenberg
Das Amt Fredeburg mit der Stadt Fredeburg und den Gemeinden Berghausen (Amt Fredeburg), Freiheit Bödefeld, Bödefeld-Land (ohne Altenfeld und Valme), Dorlar und Rarbach, das Amt Schmallenberg mit der Stadt Schmallenberg und den Gemeinden Fleckenberg, Grafschaft,  Oberkirchen und Wormbach sowie die Gemeinde Lenne (Kreis Olpe, ohne Milchenbach) wurden zu einer neuen Stadt Schmallenberg zusammengeschlossen. In diese wurden zudem drei Grundstücke der Gemeinde Eslohe (Sauerland) eingegliedert. Die Ämter Fredeburg und Schmallenberg wurden aufgelöst; ihre Rechtsnachfolgerin ist die neue Stadt Schmallenberg.
Der Ortsteil Milchenbach der Gemeinde Lenne wurde in die Stadt Lennestadt eingegliedert.
§ 10 Gemeinde Bestwig
Die Gemeinden Heringhausen, Nuttlar, Ostwig, Ramsbeck und Velmede des Amtes Bestwig sowie die Gemeinde Grimlinghausen (Amt Bigge, Kreis Brilon) wurden zu einer neuen Gemeinde Bestwig zusammengeschlossen. In diese wurden zudem Teile der Gemeinden Antfeld, Bödefeld-Land (Valme), Elpe, Eversberg und Gevelinghausen eingegliedert. Das Amt Bestwig wurde aufgelöst; seine Rechtsnachfolgerin ist die neue Gemeinde Bestwig.
§ 11 Gemeinde Eslohe (Sauerland)
Die Gemeinden des Amtes Eslohe Cobbenrode (Sauerland), Eslohe (Sauerland), Reiste (Sauerland) und Wenholthausen wurden zu einer neuen Gemeinde Eslohe (Sauerland) zusammengeschlossen, in die Teile der Gemeinde Finnentrop und der Stadt Lennestadt eingegliedert wurden. Das Amt Eslohe wurde aufgelöst; seine Rechtsnachfolgerin ist die neue Gemeinde Eslohe (Sauerland).
§ 12 Stadt Brilon
Die amtsfreie Stadt Brilon, die zum Amt Thülen gehörenden Gemeinden Alme, Bontkirchen, Hoppecke, Madfeld, Messinghausen, Nehden, Radlinghausen, Rixen, Rösenbeck, Scharfenberg, Thülen und Wülfte sowie aus dem Amt Bigge die Gemeinden Altenbüren, Eßhoff wurden zur neuen Stadt Brilon zusammengeschlossen, in die einige Grundstücke der Gemeinde Antfeld (Amt Bigge) eingegliedert wurden. Das Amt Thülen wurde aufgelöst; seine Rechtsnachfolgerin ist die neue Stadt Brilon.
§ 13 Stadt Marsberg
Die amtsfreie Stadt Obermarsberg, das Amt Niedermarsberg mit der Stadt Niedermarsberg und den Gemeinden Beringhausen, Borntosten, Bredelar, Canstein, Erlinghausen, Giershagen, Heddinghausen, Helminghausen, Leitmar, Padberg und Udorf sowie aus dem Amt Wünnenberg (Kreis Büren) die Gemeinden Essentho, Meerhof, Oesdorf und Westheim wurden zu einer neuen Stadt Marsberg zusammengeschlossen. In diese wurden weiterhin Teile der Gemeinden Dalheim (Amt Atteln) und Fürstenberg eingegliedert. Das Amt Niedermarsberg wurde aufgelöst; seine Rechtsnachfolgerin ist die neue Stadt Marsberg.
§ 14 Stadt Olsberg
Die Stadt Bigge-Olsberg und die Gemeinden Antfeld, Assinghausen, Bruchhausen (Amt Bigge), Brunskappel, Elleringhausen, Elpe, Helmeringhausen, Wiemeringhausen und Wulmeringhausen (allesamt Amt Bigge) sowie die Gemeinde Gevelinghausen (Amt Bestwig, Kreis Meschede) wurden zu einer neuen Stadt Olsberg zusammengeschlossen. In diese wurden einige Grundstücke der Gemeinden Altenbüren, Grimlinghausen, Heringhausen, Nuttlar, Ostwig und Ramsbeck eingegliedert. Das Amt Bigge wurde aufgelöst; seine Rechtsnachfolgerin ist die neue Stadt Olsberg.
§ 15 Stadt Winterberg
Die amtsfreie Stadt Winterberg, die Gemeinden des Amtes Niedersfeld – Altastenberg, Elkeringhausen, Grönebach, Hildfeld, Niedersfeld und Silbach –, die Gemeinden Siedlinghausen (Amt Bigge) und Züschen (Amt Hallenberg) sowie aus dem Amt Berleburg (Kreis Wittgenstein) die Gemeinden Langewiese, Mollseifen und Neuastenberg wurden zur neuen Stadt Winterberg zusammengeschlossen, in die Teile der Gemeinden Bödefeld-Land (Altenfeld) und Girkhausen (Hoheleye) sowie zwei Grundstücke der Gemeinde Oberkirchen eingegliedert wurden. Das Amt Niedersfeld wurde aufgelöst; seine Rechtsnachfolgerin ist die neue Stadt Winterberg.
§ 16 Stadt Hallenberg
Die Stadt Hallenberg und die Gemeinden Braunshausen, Hesborn und Liesen (alle Amt Hallenberg) wurden zur neuen Stadt Hallenberg zusammengeschlossen. Das Amt Hallenberg wurde aufgelöst; seine Rechtsnachfolgerin ist die neue Stadt Hallenberg.
§ 17 Stadt Siegen
Die durch das Gesetz zur Neugliederung des Landkreises Siegen vom 26. April 1966 gebildeten amtsfreien Städte Eiserfeld, Hüttental und Siegen wurden zu einer neuen Stadt Siegen zusammengeschlossen. Der Planungsverband Herrenwiese wurde aufgelöst; seine Rechtsnachfolgerin ist die Stadt Siegen.
§ 18 Stadt Bad Berleburg
Die amtsfreie Stadt Bad Berleburg und der größte Teil des Amtes Berleburg mit den Gemeinden Alertshausen, Arfeld, Aue, Beddelhausen, Berghausen, Diedenshausen, Dotzlar, Elsoff, Girkhausen (ohne Hoheleye), Hemschlar, Raumland, Richstein, Rinthe, Sassenhausen, Schüllar, Schwarzenau, Stünzel, Weidenhausen, Wemlighausen, Wingeshausen und Wunderthausen wurden zu einer neuen Stadt Bad Berleburg zusammengeschlossen, in die vier Grundstücke der Gemeinde Langewiese eingegliedert wurden. Das Amt Berleburg wurde aufgelöst; seine Rechtsnachfolgerin ist die neue Stadt Bad Berleburg.
§ 19 Stadt Laasphe
Die amtsfreie Stadt Laasphe sowie alle Gemeinden des Amtes Laasphe, nämlich Amtshausen, Banfe, Bermershausen, Bernshausen, Feudingen, Fischelbach, Großenbach, Heiligenborn, Herbertshausen, Hesselbach, Holzhausen, Kunst-Wittgenstein, Niederlaasphe, Oberndorf, Puderbach, Rückershausen, Rüppershausen, Saßmannshausen, Steinbach, Volkholz und Weide, wurden zu einer neuen Stadt Laasphe (inzwischen Bad Laasphe) zusammengeschlossen. Das Amt Laasphe wurde aufgelöst; seine Rechtsnachfolgerin ist die neue Stadt Laasphe.
§ 20 Gemeinde Erndtebrück
Die Gemeinden des Amtes Erndtebrück Benfe, Erndtebrück, Schameder und Zinse, sowie vier Gemeinden des Amtes Berleburg, nämlich Balde, Birkefehl, Birkelbach und Womelsdorf wurden zu einer neuen Gemeinde Erndtebrück zusammengeschossen, in die einige Grundstücke der Gemeinden Amtshausen und Stünzel eingegliedert wurden. Das Amt Erndtebrück wurde aufgelöst; seine Rechtsnachfolgerin ist die neue Gemeinde Erndtebrück.
§ 21 Stadt Paderborn
Die amtsfreie Stadt Paderborn, die drei südlichen Gemeinden des Amtes Schloß Neuhaus – Elsen, Sande und Schloß Neuhaus – die Gemeinden Benhausen und Neuenbeken (Amt Altenbeken) sowie die Gemeinde Dahl (Amt Kirchborchen) wurden zu einer neuen Stadt Paderborn zusammengeschlossen. In diese wurden einige Grundstücke der Gemeinden Dörenhagen, Hövelhof und Ostenland eingegliedert. Das Amt Schloß Neuhaus wurde aufgelöst; seine Rechtsnachfolgerin ist die neue Stadt Paderborn.
§ 22 Gemeinde Borchen
Die Gemeinden Borchen, Dörenhagen (beide Amt Kirchborchen, Kreis Paderborn) und Etteln (Amt Atteln, Kreis Büren) wurden zu einer neuen Gemeinde Borchen zusammengeschlossen. Das Amt Kirchborchen wurde aufgelöst; seine Rechtsnachfolgerin ist die neue Gemeinde Borchen.
§ 23 Stadt Delbrück
Die Gemeinden des Amtes Delbrück, nämlich die Stadt Delbrück und die Gemeinden Hagen, Ostenland (mit Ausnahme der nach Hövelhof und Paderborn eingegliederten Teile), Westenholz und Westerloh, sowie aus dem Amt Salzkotten-Boke die Gemeinden Anreppen, Bentfeld und Boke wurden zu einer neuen Stadt Delbrück zusammengeschlossen. Das Amt Delbrück wurde aufgelöst; seine Rechtsnachfolgerin ist die neue Stadt Delbrück.
Ein kleines Gebiet der Gemeinde Westenholz, das auf den Rietberger Ortsteil Mastholte ausgerichtet war, wurde wegen dieser Verflechtung in die Stadt Rietberg eingegliedert.
§ 24 Stadt Salzkotten
Die Stadt Salzkotten und die Gemeinden Mantinghausen, Niederntudorf, Oberntudorf, Scharmede, Schwelle, Thüle, Upsprunge, Verlar und Verne (allesamt Amt Salzkotten-Boke) wurden zu einer neuen Stadt Salzkotten zusammengeschlossen. Das Amt Salzkotten-Boke wurde aufgelöst; seine Rechtsnachfolgerin ist die neue Stadt Salzkotten.
§ 25 Gemeinde Hövelhof
Teilgebiete der Gemeinde Ostenland wurden in die Gemeinde Hövelhof (Amt Schloß Neuhaus) eingegliedert, die gleichzeitig amtsfrei wurde.
§ 26 Stadt Bad Lippspringe und Gemeinde Schlangen
Entgegen den Wünschen der Stadt Bad Lippspringe, die die Eingemeindung von Schlangen gewünscht hatte, fand nur eine geringfügige Grenzkorrektur zwischen den beiden Gemeinden statt.
§ 27 Gemeinde Altenbeken
Die Gemeinden Altenbeken, Buke und Schwaney (allesamt Amt Altenbeken) wurden zur neuen Gemeinde Altenbeken zusammengeschlossen, in die weitgehend unbewohnte Teile der Gemeinde Neuenbeken eingegliedert wurden. Das Amt Altenbeken wurde aufgelöst; seine Rechtsnachfolgerin ist die neue Gemeinde Altenbeken.
§ 28 Stadt Büren
Die amtsfreie Stadt Büren und die Gemeinden des Amtes Büren-Land, nämlich Ahden, Barkhausen, Brenken, Eickhoff, Harth, Hegensdorf, Siddinghausen, Steinhausen, Weiberg, Weine und Wewelsburg, wurden zu einer neuen Stadt Büren zusammengeschlossen. Das Amt Büren-Land wurde aufgelöst; seine Rechtsnachfolgerin ist die neue Stadt Büren.
§ 29 Stadt Wünnenberg
Die westlichen Gemeinden des Amtes Wünnenberg, nämlich die Stadt Wünnenberg und die Gemeinden Bleiwäsche, Fürstenberg und Leiberg, sowie der westliche Teil des Amtes Atteln, nämlich die Gemeinden Elisenhof (ohne die unbewohnte Exklave), Haaren und Helmern wurden zu einer neuen Stadt Wünnenberg zusammengeschlossen, in die ein größerer, jedoch kaum besiedelter Teil der Gemeinde Meerhof, und einige Grundstücke der Gemeinde Dalheim eingegliedert wurden. Das Amt Wünnenberg wurde aufgelöst; seine Rechtsnachfolgerin ist die neue Stadt Wünnenberg.
§ 30 Stadt Lichtenau
Die Gemeinden des Amtes Lichtenau, nämlich die Städte Kleinenberg und Lichtenau sowie die Gemeinden Asseln, Ebbinghausen, Grundsteinheim, Hakenberg, Herbram, Holtheim und Iggenhausen, sowie der östliche Teil des Amtes Atteln mit den Gemeinden Atteln, Blankenrode, Dalheim, Henglarn und Husen wurde zur neuen Stadt Lichtenau zusammengeschlossen, in die zudem die Exklave der Gemeinde Elisenhof eingegliedert wurde. Die Ämter Atteln und Lichtenau wurden aufgelöst; ihre Rechtsnachfolgerin ist die neue Stadt Lichtenau.
§ 31 Stadt Warburg
Die amtsfreie Stadt Warburg, die Gemeinde Daseburg (Amt Borgentreich) sowie die Gemeinden des Amtes Warburg-Land, nämlich Bonenburg, Calenberg, Dalheim, Dössel, Germete, Herlinghausen, Hohenwepel, Menne, Nörde, Ossendorf, Rimbeck, Scherfede, Welda und Wormeln, wurden zu einer neuen Stadt Warburg zusammengeschlossen. Das Amt Warburg-Land wurde aufgelöst; seine Rechtsnachfolgerin ist die neue Stadt Warburg.
§ 32 Stadt Willebadessen
Die elf Gemeinden des Amtes Peckelsheim, nämlich die Stadt Peckelsheim sowie die Gemeinden Borlinghausen, Eissen, Engar, Fölsen, Helmern, Ikenhausen, Löwen, Niesen, Schweckhausen und Willegassen sowie aus dem Amt Dringenberg-Gehrden die Stadt Willebadessen und die Gemeinde Altenheerse wurden zur neuen Stadt Willebadessen zusammengeschlossen. Die Ämter Dringenberg-Gehrden und Peckelsheim wurden aufgelöst; ihre Rechtsnachfolgerin ist die neue Stadt Willebadessen.
§ 33 Stadt Brakel
In die Stadt Brakel wurden aus dem Amt Dringenberg-Gehrden die Stadt Gehrden sowie die Gemeinden Auenhausen, Frohnhausen, Hampenhausen und Siddessen eingegliedert.
§ 34 Stadt Bad Driburg
Aus dem Amt Dringenberg-Gehrden wurden die Stadt Dringenberg sowie die Gemeinden Kühlsen und Neuenheerse in die Stadt Bad Driburg eingegliedert.
§ 35 Stadt Borgentreich
Zwölf der dreizehn Gemeinden des Amtes Borgentreich, nämlich die Städte Borgentreich und Borgholz sowie die Gemeinden Bühne, Drankhausen, Großeneder, Körbecke, Lütgeneder, Manrode, Muddenhagen, Natingen, Natzungen und Rösebeck wurden zu einer neuen Stadt Borgentreich zusammengeschlossen. Das Amt Borgentreich wurde aufgelöst; Rechtsnachfolgerin ist die neue Stadt Borgentreich.

### II.Abschnitt. Gebietsänderungen im Bereich der Kreise
§ 36 Hochsauerlandkreis
Die Kreise Arnsberg, Brilon und Meschede wurden aufgelöst. Aus zwölf Städten und Gemeinden wurde ein neuer Hochsauerlandkreis mit Sitz der Kreisverwaltung in Meschede gebildet, der Rechtsnachfolger der drei aufgelösten Kreise ist.
§ 37 Märkischer Kreis
Die Kreise Iserlohn und Lüdenscheid wurden aufgelöst. Aus 15 Städten und Gemeinden, darunter die bisher kreisfreie Stadt Iserlohn, wurde ein neuer Märkischer Kreis mit Sitz der Kreisverwaltung in Lüdenscheid gebildet, der Rechtsnachfolger der beiden aufgelösten Kreise ist.
§ 38 Kreis Siegen
Die Kreise Siegen und Wittgenstein wurden aufgelöst. Aus elf Städten und Gemeinden wurde ein neuer Kreis Siegen (inzwischen Siegen-Wittgenstein) mit Sitz der Kreisverwaltung in Siegen gebildet, der Rechtsnachfolger der beiden aufgelösten Kreise ist.
§ 39 Kreis Paderborn
Die Kreise Büren und Paderborn wurden aufgelöst. Aus zehn Städten und Gemeinden wurde ein neuer Kreis Paderborn gebildet, der Rechtsnachfolger der beiden aufgelösten Kreise ist.
§ 40 Kreis Höxter
Die Kreise Warburg und Höxter wurden aufgelöst. Aus zehn Städten und Gemeinden wurde ein neuer Kreis Höxter gebildet, der Rechtsnachfolger der beiden aufgelösten Kreise ist.

### III.Abschnitt. Gerichtsorganisation
§ 41 Ordentliche Gerichtsbarkeit
Die neugebildeten Gemeinden wurden den Amtsgerichten Arnsberg, Bad Berleburg, Brilon, Delbrück, Iserlohn, Marsberg, Medebach, Menden, Meschede, Paderborn, Schmallenberg, Siegen und Warburg zugeordnet. Das Amtsgericht Neheim-Hüsten wurde zum 1. Januar 1975, das Amtsgericht Salzkotten zum 1. Juli 1975 und die Amtsgerichte Burbach und Hilchenbach zum 1. Juli 1976 aufgehoben.
§ 42 Verwaltungsgerichtsbarkeit
Die neugebildeten Kreise wurden den Verwaltungsgerichten Arnsberg und Minden zugeordnet.

### IV.Abschnitt. Schlussbestimmungen
§ 43 Sonderregelungen für Iserlohn und Siegen
Die Städte Iserlohn und Siegen, die ihre Kreisfreiheit verloren (Iserlohn) bzw. bereits zuvor verloren hatten (Siegen), erhielten übergangsweise bis zur Funktionalreform eine Sonderstellung, durch die ihnen weite Teile der Aufgaben einer kreisfreien Stadt übertragen wurden.
§ 44 Amtsbezeichnung Oberbürgermeister und Oberstadtdirektor
Die im Amt befindlichen Oberstadtdirektoren der Städte Iserlohn und Siegen behielten übergangsweise trotz Verlustes der Kreisfreiheit diese Bezeichnung; gleichzeitig wurde den Ratsvorsitzenden dieser Städte übergangsweise die Amtsbezeichnung Oberbürgermeister verliehen.
§ 45 Gebietsänderungsverträge
Die entsprechenden Gebietsänderungsverträge und aufsichtsbehördlichen Bestimmungen anlässlich der Gebietsänderungen wurden, z. T. mit Änderungen, bestätigt.
§ 46 Inkrafttreten
Das Gesetz trat am 1. Januar 1975 in Kraft, die Regelungen in § 43 Abs. 1 bis 3 über die vorläufige Rechtsstellung der Städte Iserlohn und Siegen bereits am 20. November 1974.

## Gesetzgebungsverfahren
Am 22. Mai 1974 brachte die Landesregierung einen Gesetzesentwurf zur Neugliederung der Gemeinden und Kreise des Neugliederungsraumes Sauerland/Paderborn in den Landtag ein, den sie am 30. August 1974 ankündigungsgemäß um die Bestimmungen zur Gerichtsorganisation und zu den Gebietsänderungsverträgen ergänzte. Der Gesetzentwurf unterschied sich vom später verabschiedeten Gesetz im Wesentlichen dadurch, dass nach den Vorstellungen der Landesregierung auch der Kreis Olpe in den Zusammenschluss der Kreise Siegen und Wittgenstein mit einbezogen werden sollte. Weiterhin war anstelle der heutigen Kreise Höxter und Paderborn lediglich ein Großkreis Paderborn geplant. Für das Gebiet der heutigen Stadt Iserlohn sah der Gesetzentwurf noch zwei selbständige Städte Iserlohn und Letmathe vor. Schließlich war die Umgliederung des gesamten Hasperbachtales von Ennepetal in die Stadt Hagen vorgesehen. Der Landtag beriet über den Gesetzentwurf am 12. Juni 1974 in erster Lesung und überwies ihn nach kurzer Debatte an den zuständigen Ausschuss für Verwaltungsreform. Zur 2. Lesung empfahl der Ausschuss dem Landtag weitgehend die Annahme des Entwurfes. Die später beschlossenen Änderungen gegenüber dem ursprünglichen Gesetzentwurf beruhen auf dieser Stellungnahme des Landtagsausschusses. Im Ausschuss abgelehnt wurden die Anträge der SPD, auch die Gemeinde Breckerfeld nach Hagen, die Stadt Hemer nach Iserlohn und die Stadt Freudenberg nach Siegen einzugliedern und die Stadt Schmallenberg in den Kreis Olpe miteinzubeziehen, sowie die Vorschläge der CDU, Bad Lippspringe und Schlangen zusammenzuschließen und die Stadt Plettenberg in den Kreis Olpe einzugliedern.
Der Landtag übernahm diese Beschlussempfehlung am 25. September 1974 und überwies die Vorlage zurück in den Ausschuss. Sämtliche Änderungsanträge wurden in dieser 2. Lesung abgelehnt oder zurückgezogen.
Abgelehnt wurden die Anträge auf
- Zuordnung des Ortsteils Hasperbach der Stadt Ennepetal entsprechend der Regierungsvorlage zur Stadt Hagen[8]
- Verbleib der Ortslagen Priorei und Rummenohl bei der Stadt Breckerfeld[9]
- Zusammenschluss der Gemeinden Bad Lippspringe und Schlangen zu einer Gemeinde Bad Lippspringe[10][11]
- Herausnahme der Gemeinden Bonenburg, Rimbeck und Scherfede aus der neuen Stadt Warburg und Bildung einer Gemeinde Scherfede[12][13]
- Zusammenschluss der Gemeinden des Amtes Dringenberg-Gehrden (mit Ausnahme der vier östlichsten) zu einer Stadt Willebadessen und der Gemeinden des Amtes Peckelsheim zu einer Stadt Peckelsheim anstelle der vorgesehenen Bildung der Stadt Willebadessen unter Einschluss des Amtes Peckelsheim und der Eingliederung des nördlichen Amtes Dringenberg-Gehrden in die Städte Brakel und Bad Driburg[14]
- Zuordnung der Stadt Marsberg zum Kreis Paderborn[15][16]
- Zuordnung der Stadt Plettenberg zum Kreis Olpe[17]
- Zuordnung der Stadt Geseke zum Kreis Paderborn[18][19]

Zurückgezogen wurden die Anträge auf
- Einbeziehung des Kreises Olpe in den Kreis Siegen, Bildung eines Großkreises Paderborn aus den Kreisen Büren, Höxter, Paderborn und Warburg[20]
- Bildung eines Großkreises Paderborn aus den Kreise Büren, Höxter, Paderborn und Warburg[21]
- Benennung des aus den Kreisen Höxter und Warburg gebildeten Kreises als Kreis Brakel mit Kreissitz in Brakel[22][23]

Die erneute Beratung des Ausschusses und die dritte Lesung am 27. September 1974 ergaben keine weiteren Änderungen. Erneut wurden sämtliche Änderungsanträge abgelehnt, nämlich
- Eingliederung auch von Breckerfeld-Höhe in die Stadt Hagen[25]
- Bildung eines Großkreises Paderborn[26]
- Einbeziehung des Kreises Olpe in den Kreis Siegen und Bildung eines Großkreises Paderborn[27]
- Benennung des aus den Kreisen Höxter und Warburg gebildeten Kreises als Kreis Brakel mit Kreissitz in Brakel[28][29]

Das Gesetz wurde am 5. November 1974 ausgefertigt und am 19. November 1974 verkündet.